# Sesto ed Uniti
Sesto ed Uniti ist eine Gemeinde mit 3219 Einwohnern (Stand 31. Dezember 2023) in der Provinz Cremona in der italienischen Region Lombardei.

## Lage
Der Ort liegt etwa 6 km nordwestlich von Cremona. Nach Piacenza im Südwesten sind es 20 km. Die Autostrada 21 verläuft im Süden rund 8 km von Sesto ed Uniti entfernt.

## Ortsteile

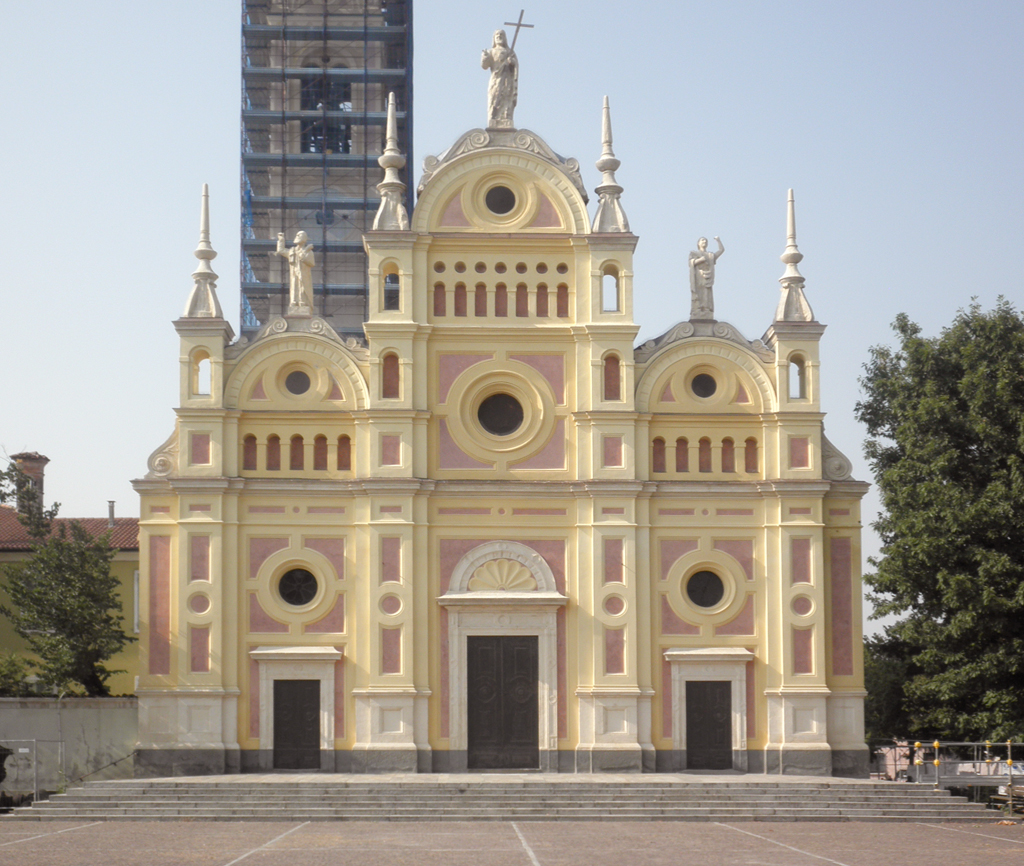
Pfarrkirche in Sesto Cremonese

Im Gemeindegebiet liegt neben dem Hauptort Sesto Cremonese die Fraktionen Casanova del Morbasco, Cavatigozzi, Cortetano und Luignano, sowie der Wohnplatz Baracchino.

## Persönlichkeiten
- Orlando Spreng (1908–1950), Schweizer Postbeamter und Schriftsteller.
- Walter Stauffer (1887–1974), Schweizer Käseunternehmer und Mäzen.